# Scolopopleura spinosa
Scolopopleura spinosa är en mångfotingart som beskrevs av Carl Graf Attems 1912. Scolopopleura spinosa ingår i släktet Scolopopleura och familjen Chelodesmidae. Inga underarter finns listade i Catalogue of Life.